# 徳島県道206号西黒田中村線
徳島県道206号西黒田中村線（とくしまけんどう206ごう にしくろだなかむらせん）は、徳島県徳島市を通る一般県道である。

## 概要
徳島市国府町西黒田から徳島市国府町中に至る。現道は1車線の部分が多く、田畑に点在する集落を結ぶ。新道は現道との合流まで終始2車線。

### 路線データ
- 起点：徳島市国府町西黒田（徳島県道205号西黒田府中線起点）
- 終点：徳島市国府町中（徳島県道123号神山国府線交点）
- 総延長：5.299 km[1]

## 歴史
- 1959年（昭和34年）1月31日 - 徳島県道93号西黒田中村線として認定。
- 1972年（昭和47年）3月10日 - 現在の徳島県道206号として再認定。
- 2010年（平成22年）10月20日 - 徳島県道30号徳島鴨島線・徳島県道230号第十白鳥線と重複するかたちで新道が指定される[2]。新道の起点は西黒田地区と関係なく、名西郡石井町藍畑字第十となる。

## 路線状況

### 重複区間
現道
- 徳島県道232号平島国府線（徳島市国府町日開）

新道
- 徳島県道230号第十白鳥線（名西郡石井町藍畑字第十新道（新道起点） - 名西郡石井町高川原字加茂野）
- 徳島県道30号徳島鴨島線（名西郡石井町高川原字加茂野 - 徳島市国府町日開・国府町日開中交差点）

### 道路施設

#### 橋梁
現道
- 川原田橋（飯尾川、徳島市）

新道
- 竜神橋（名西郡石井町）
- 竜王橋（神宮入江川、名西郡石井町）
- 加茂野橋（飯尾川、名西郡石井町）

## 地理

### 通過する自治体
- 徳島県
  - 徳島市[注釈 1]

### 交差する道路
| 交差する道路                                                             | 市町村名 | 市町村名 | 交差する場所         | 交差する場所                                                                                              |
| 現道                                                                     | 現道     | 現道     | 現道                 | 現道 |
| ------------------------------------------------------------------------ | -------- | -------- | -------------------- | --- |
| 徳島県道205号西黒田府中線                                                | 徳島市   | 徳島市   | 国府町西黒田         | 起点 |
| 徳島県道29号徳島環状線                                                   | 徳島市   | 徳島市   | 国府町川原田         | |
| 徳島県道30号徳島鴨島線 徳島県道206号西黒田中村線 / 新道                  | 徳島市   | 徳島市   | 国府町日開           | 国府町日開中交差点                                                                                        |
| 徳島県道232号平島国府線 重複区間起点                                     | 徳島市   | 徳島市   | 国府町日開           | |
| 徳島県道232号平島国府線 重複区間終点                                     | 徳島市   | 徳島市   | 国府町日開           | |
| 国道192号 国道318号 重複                                                 | 徳島市   | 徳島市   | 国府町府中           | 国府町府中交差点                                                                                          |
| 徳島県道123号神山国府線                                                  | 徳島市   | 徳島市   | 国府町中             | 終点 |
| 新道                                                                     |          |          |                      | |
| 徳島県道15号徳島吉野線 徳島県道230号第十白鳥線 重複区間起点              | 名西郡   | 石井町   | 藍畑                 | 新道起点【北緯34度6分10.4秒 東経134度27分15.0秒 / 北緯34.102889度 東経134.454167度】                      |
| 徳島県道206号西黒田中村線 / 別線                                         | 徳島市   | 徳島市   | 国府町芝原           | |
| 徳島県道30号徳島鴨島線 重複区間起点 徳島県道230号第十白鳥線 重複区間終点 | 名西郡   | 石井町   | 高川原（たかがわら） | |
| 徳島県道29号徳島環状線                                                   | 徳島市   | 徳島市   | 国府町池尻           | |
| 徳島県道30号徳島鴨島線 重複区間終点 徳島県道206号西黒田中村線 / 現道     | 徳島市   | 徳島市   | 国府町日開           | 国府町日開中交差点 / 新道終点【北緯34度4分59.2秒 東経134度28分24.1秒 / 北緯34.083111度 東経134.473361度】 |

### 交差する鉄道
- 徳島線

### 沿線
現道
- 徳島市北井上支所
- 徳島市北井上小学校
- 徳島市北井上中学校

新道
- 竜王団地